# Pixar
Pixar Animation Studios (lub krótko Pixar) – amerykańska wytwórnia komputerowych filmów animowanych powstała w 1979 r. jako Graphics Group. Od 1986 niezależna wytwórnia filmowa. W 2006 roku ostatecznie weszła w skład korporacji The Walt Disney Company. Do czerwca 2024 studio wyprodukowało 28 filmów.
Zarówno siedziba spółki, jak i jej studia znajdują się w Emeryville w Kalifornii.

## Historia
Przedsiębiorstwo powstało w 1979 roku jako Graphics Group (część wytwórni filmowej LucasFilm Limited, Inc.). Steve Jobs kilka miesięcy po opuszczeniu Apple w 1986 roku kupił ten dział animacji komputerowej Lucasfilmu, z którego utworzył samodzielne studio filmowe – Pixar Animation Studios.
Począwszy od 1990 roku Pixar współpracuje z wytwórnią Walt Disney Pictures. Ich pierwszą wspólną produkcją był Toy Story, który był pierwszym w historii kinematografii filmem tworzonym w całości wyłącznie techniką komputerową. Umowa zawarta między przedsiębiorstwami miała zakończyć się w 2004 roku na filmie Iniemamocni, jednak The Walt Disney Company w 2006 roku wykupił pakiet kontrolny akcji Pixara za 7,4 miliarda dolarów i wytwórnia ta stała się częścią Disneya; natomiast byli właściciele Pixara, za pozyskane ze sprzedaży przedsiębiorstwa pieniądze, zakupili istotny pakiet akcji The Walt Disney Company.

## Logo

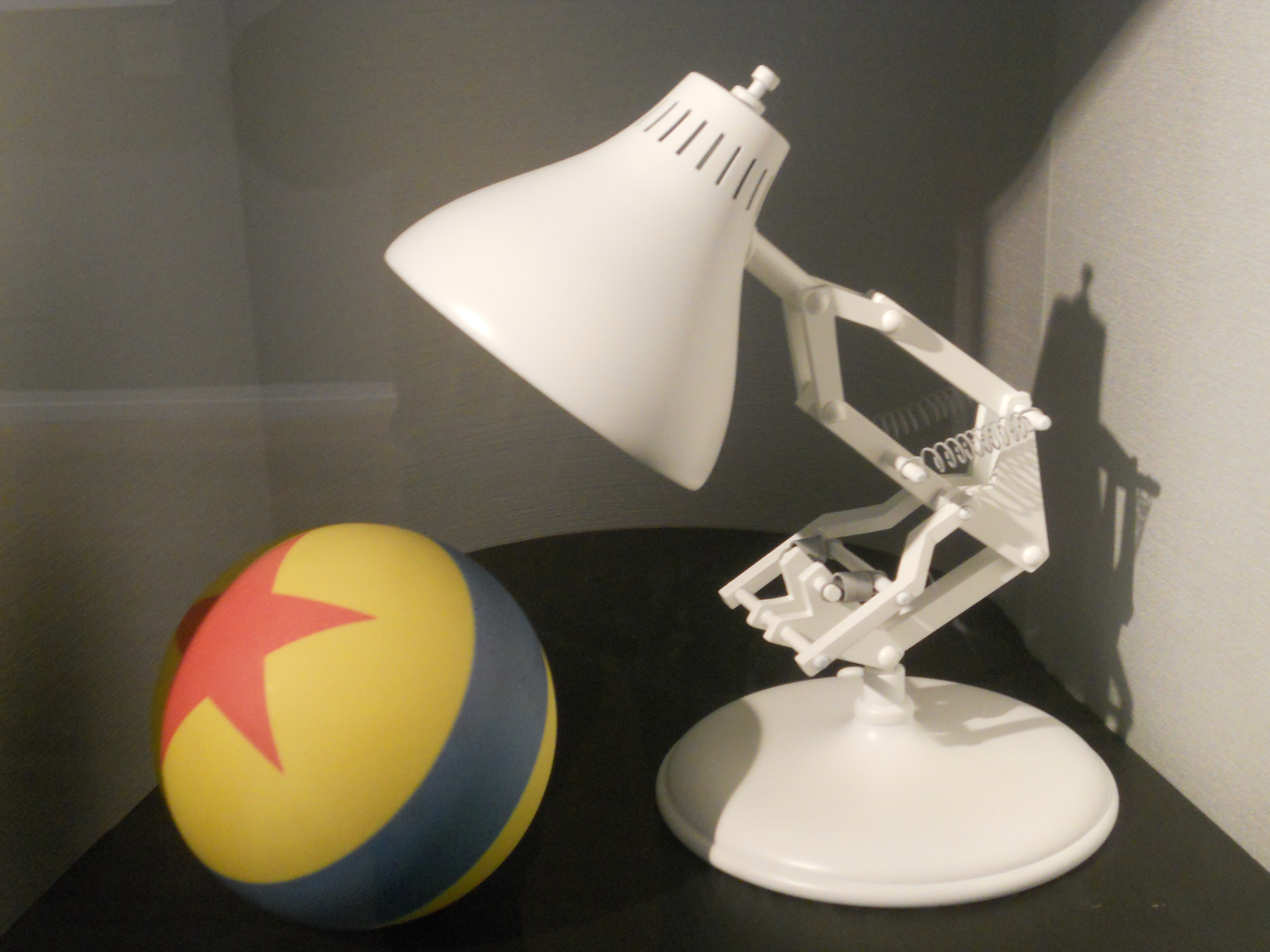
Lampa biurowa z filmu Luxo Jr.

Obecne logo jest używane przez wytwórnię od 1995 roku (od premiery Toy Story). Podczas prezentacji widać napis "PIXAR", występuje też lampka biurowa, która po raz pierwszy pojawiła się w filmie krótkometrażowym Luxo Jr..
Wyżej wymieniona lampka-zabawka oraz mała niebiesko-żółta piłka z dwiema czerwonymi gwiazdkami są powszechnie uznawane za maskotki przedsiębiorstwa. Obie zabawki wystąpiły w drugim filmie Pixar Luxo Jr. (1986).

## Produkcje Pixar

### Seriale
- Buzz Astral z Gwiezdnej Bazy (2000–2001)
- Bujdy na resorach (2008−2012)
- Opowieści z Chłodnicy Górskiej (2013–2014)
- Sztuciek się pyta (2019–2020)
- SparkShorts (od 2019)
- Pixar Popcorn (od 2021)
- Auta w trasie (2022)

### Krótkometrażowe animacje Pixara

#### Filmy kinowe
- Andre i Wally (1984)
- Luxo Jr. (1986)
- Marzenia Reda (1987)
- Tin Toy (1988)
- Szklana pułapka (1989)
- Gra Geriego (1997)
- Ptasie sprawki (2000)
- Odbijany (2003)
- Człowiek orkiestra (2005)
- Nie przeszkadzać (2006)
- Presto (2008)
- Zaburzenie częściowe (2009)
- George & A.J. (2009)
- Noc i Dzień (2010)
- La Luna (2011)
- Niebieski parasol (2013)
- Imprezownia (2014)
- Lawa (2015)
- Sanjay i boska brygada (2015)
- Pisklak (2016)
- Lou (2017)
- Bao (2018)

#### Filmy na nośnikach fizycznych
- Nowy samochód Mike’a (2002)
- Niemowlę kontratakuje (2005)
- Pan Iniemamocny i kumple po fachu (2005)
- Złomek i błędny ognik (2006)
- Twój przyjaciel szczur (2007)
- BURN-E (2008)
- Nadzwyczajna misja Asa (2009)
- George & A.J. (2009)
- Legenda o niedźwiedziu Mor’du (2012)
- Pierwsza randka Riley (2015)
- Wywiad-ocean (2016)
- Rajdowa autoszkoła Magister Felgi (2017)
- Ciotunia Edna (2018)

#### Filmy Toy Story
- Wakacje na Hawajach (2011)
- Zestaw pomniejszony (2011)
- Imprezozaur Rex (2012)
- Horror (2013)
- Prehistoria (2014)
- Przygody nocnej lampki (2020)